# Tjark Nagel

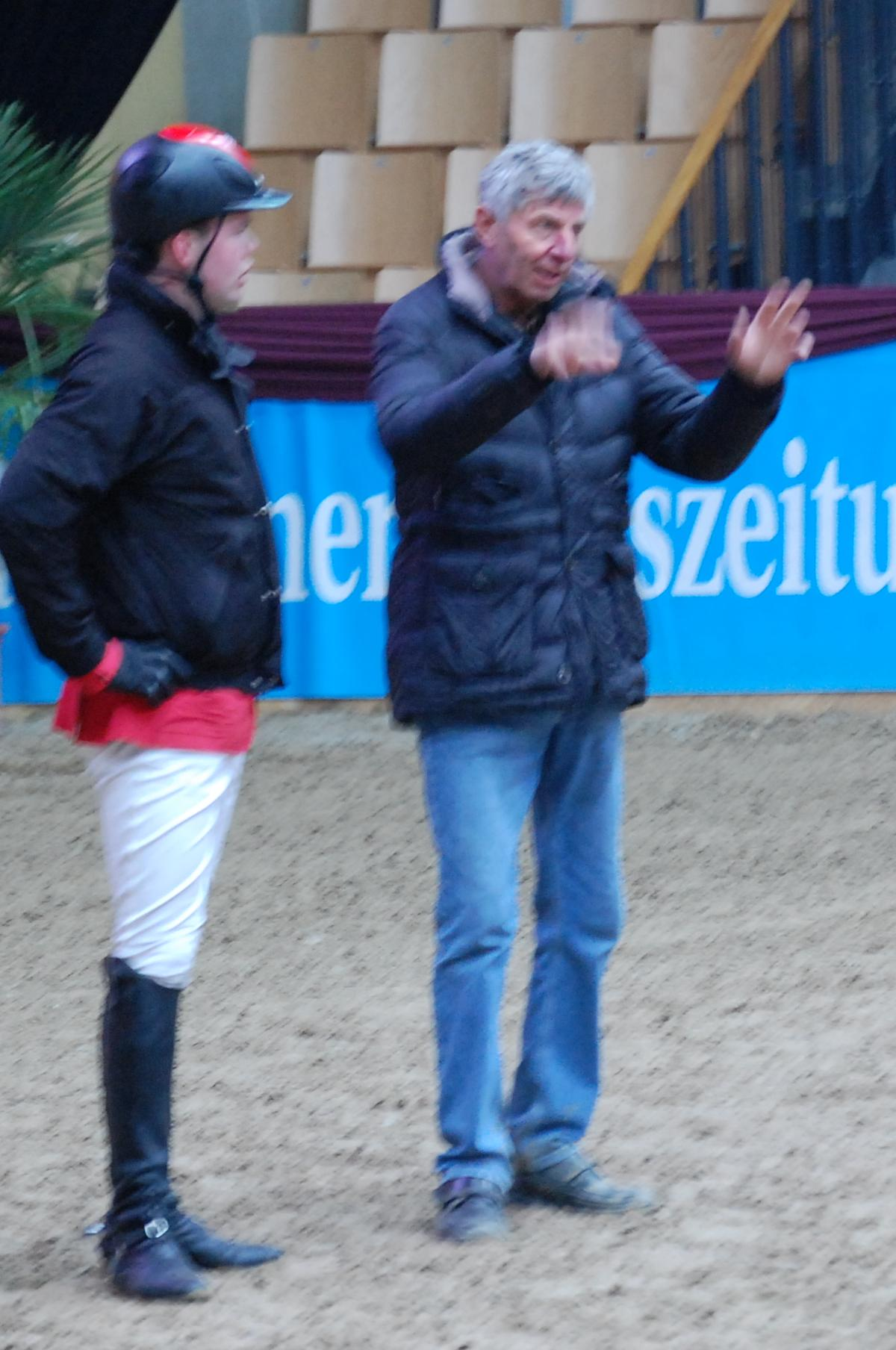
Tjark Nagel (rechts) bei der Parcoursbegehung zusammen mit Josef-Jonas Sprehe im Februar 2013

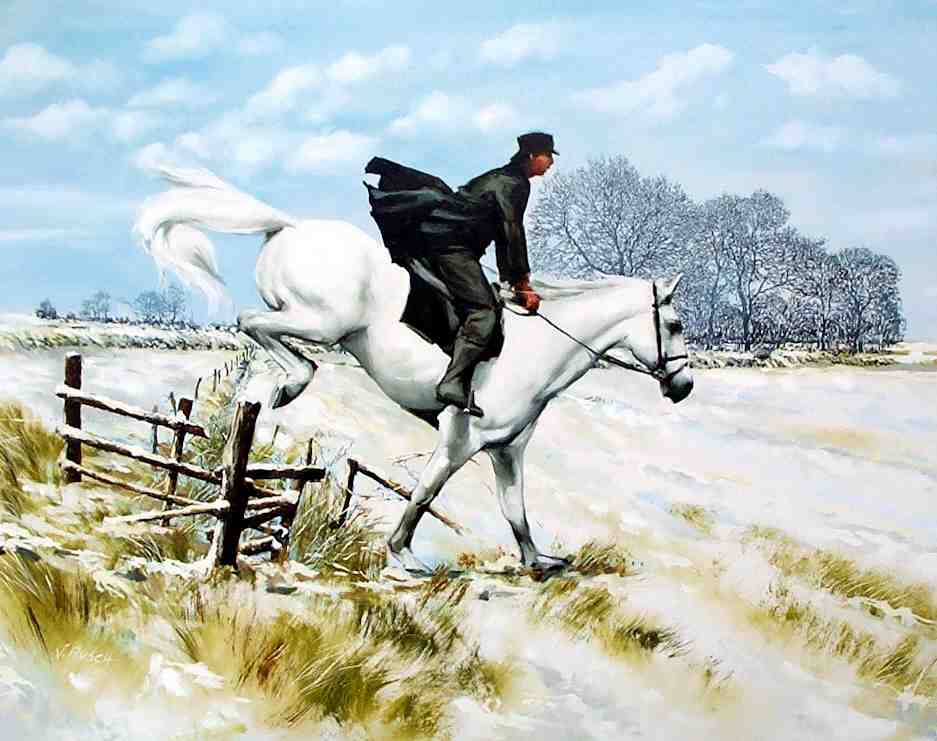
Tjark Nagel als Schimmelreiter. Ölgemälde von Jens Rusch

Tjark Nagel (* 12. Oktober 1952 in Friedrichskoog, Kreis Dithmarschen) ist ein ehemaliger deutscher Springreiter, auch als Teufelsreiter bekannt.

## Werdegang
1992 war er mit Leroy Brown Ersatzreiter der deutschen Equipe bei den Olympischen Spielen in Barcelona. Im selben Jahr belegte er beim Weltcup-Finale im kalifornischen Del Mar Platz 14.
1993 bei einem Reitturnier im italienischen Modena, bei dem Nagel im Team mit Ludger Beerbaum, Franke Sloothaak und Holger Hetzel den Nationenpreis gewonnen hatte, wurde sein Olympiapferd Leroy Brown positiv auf Isoxoprin getestet. Nagel stritt ab, etwas damit zu tun zu haben. Im Herbst 1998 wurde er nach einem über fünf Jahre dauernden Prozess vom Vorwurf des Dopings freigesprochen. Sowohl die Sperre als auch die Geldstrafe wurden aufgehoben, sein Pferd dagegen blieb gesperrt.
2005 gewann er in Kopenhagen seinen letzten Nationenpreis. Dort war er 2011 auch erstmals als Equipechef für eine deutsche Mannschaft bei Nationenpreisen tätig.
Seit 2007 arbeitet Nagel als Trainer und Koordinator der Nachwuchspferde von Paul Schockemöhle sowie als Trainer des Springreiters Dirk Ahlmann.

## Privates
Sein Sohn ist der Springreiter Björn Nagel. Auch sein Cousin Carsten-Otto Nagel ist Springreiter.